# Catedral de Ancona
La catedral de Ancona (en italiano: Duomo di Ancona) está dedicada a san Ciríaco y es sede la arquidiócesis de Ancona-Osimo. Fue dedicada el 30 de mayo de 999.

## Historia
Ya desde el siglo III a. C. existía en la zona un templo probablemente dedicado a Afrodita, como ha podido ser comprobado por los restos encontrados en las excavaciones de 1948. Sobre este templo se construyó en el siglo VI una basílica dedicada a san Lorenzo. Estaba formada por tres naves con una entrada hacia el sureste (donde actualmente se encuentra la capilla del Crucifijo), algunas partes quedaron en el pavimento en mosaico y en los muros del perímetro. Entre 996 y 1017 se proveyó a la reconstrucción de la iglesia, ampliando el edificio pero manteniendo las naves. En 1017 los cuerpos de san Marcelino de Ancona y de san Ciríaco fueron transferidos al interior de la basílica.
Se realizaron importantes trabajos de ampliación durante el siglo XI y la primera mitad del XII: la planta quedó en cruz griega y la entrada fue trasladada al oeste. Entre el siglo XIII y el XIV la basílica fue dedicada a San Ciríaco, patrono de Ancona, mártir y, según la tradición, obispo de la ciudad.
En 1883 la basílica fue sometida a restauraciones. Al inicio de la Primera Guerra Mundial, el 24 de mayo de 1915, la flota austríaca causó severos daños a la catedral tras el bombardeo de la ciudad. Se intentó remediar los daños con una restauración realizada en 1920, pero los bombardeos durante la Segunda Guerra Mundial hicieron caer otra vez algunas partes del edificio; otros daños fueron provocados por el terremoto de 1972. Tras nuevos trabajos de restauración, la catedral fue reabierta al culto en 1977.

## Arquitectura
Se trata de un clásico ejemplo de arquitectura románica en la que se mezclan algunos elementos de arquitectura bizantina e incluso góticos.
La fachada tripartita está precedida por una amplia escalinata, sobre la cual se coloca el pórtico avanzado románico-gótico y un arco de medio punto sostenido por cuatro columnas: las anteriores se apoyan sobre leones de granito rojo de Verona, mientras que las posteriores, añadidas por Luigi Vanvitelli, se apoyan sobre la base. En los cuatro relieves presentes en el espacio bajo los arcos están representados los símbolos de los evangelistas. El portal, atribuido por algunos a Giorgio da Como (alrededor de 1228) es también de estilo románico-gótico y está construido con piedra blanca y roja del monte Conero, presenta una profunda bocina. Sobre el pórtico avanzado se puede encontrar un gran rosetón y a los lados dos monóforas.
La cúpula dodecagonal del siglo XIII que se alza en el cruce de los brazos, atribuida a Margaritone d'Arezzo (1270), retoma la cúpula de la iglesia precedente. Aislado del cuerpo principal y a la derecha respecto a éste, surge el campanario del que se tienen noticias desde 1314. Cada uno de los brazos de la planta tiene tres naves con columnas romanas que terminan en capiteles bizantinos.
El techo es de madera pintada en el siglo XV. Solo los brazos laterales terminan en ábsides, bajo los cuales se encuentra la cripta que contiene las urnas de san Ciríaco, san Liberio, San Marcelino de Ancona, obras de Gioacchino Varlè, y además las cenizas de santa Palacia.